# Friedrich Adolf von Kalckreuth
Friedrich Adolf von Kalckreuth (*22 février 1737 à Sotterhausen - †10 juin 1818 à Berlin) est un feld-maréchal prussien.

## Biographie
Friedrich est issu de la famille noble von Kalckreuth. Il entre au régiment des Gardes du Corps en 1752, et en 1758, il est nommé adjudant-major, aide de camp du prince Henri de Prusse, frère de Frédéric II de Prusse, avec qui il a servi dans toutes les batailles de la guerre de Sept Ans. Il s’illustre tout particulièrement à la bataille de Freiberg (le 29 septembre 1762), et Frédéric le Grand le promeut major.
Des différends avec le prince Henri de Prusse les séparent en 1766, et pendant plusieurs années Kalckreuth vit dans une semi retraite. La guerre de Succession de Bavière le rappelle et il sert en tant que colonel, et à l'accession de Frédéric-Guillaume II de Prusse, il regagne les faveurs de la cour. Il se distingue comme major-général dans l'invasion de la Hollande en 1787, et en 1792 il est fait comte et lieutenant-général. Sous les ordres du duc de Brunswick il prend une part remarquable dans la bataille de Valmy en 1792, dans le siège de Mayence en 1793 et à la bataille de Kaiserslautern en 1794.
En 1806, pendant la campagne de Prusse de Napoléon, il connaît différentes fortunes à la bataille d'Auerstadt et dans la malheureuse retraite prussienne. En 1807, pendant le siège de Dantzig, il résiste pendant 78 jours contre les Français du maréchal Lefebvre, avec une compétence et une énergie bien plus grandes que celles dont il avait fait preuve l'année précédente. Il est promu feld-maréchal aussitôt après, et participe aux négociations du traité de Tilsit.
Il meurt en 1818 au poste de gouverneur de Berlin.

## Famille
Kalckreuth épouse Charlotte, née baronne von Morrien (de) (né le 1er septembre 1726 et mort le 22 janvier 1768), dame de compagnie de la princesse Wilhelmine de Hesse-Cassel, le 13 mars 1767. De ce mariage est née leur fille Wilhelmine (née en 1768) en 1768. Elle épouse ensuite August Wilhelm Leopold Eugen comte von Schlabrendorff, directeur de l'Académie de chevalerie de Liegnitz.
Après son décès, il épouse en secondes noces, le 22 janvier 1781, Charlotte Henriette Sophie von Rohd (née le 30 novembre 1756 et morte le 3 avril 1829) fille de Jakob Friedrich von Rohd (de) (1703-1784), marchand et diplomate prussien et d'Antonie Wilhelmine von Wallenrodt (de). Le couple a trois enfants :
- Friedrich Wilhelm Emil (né le 24 juin 1782 et mort le 3 juillet 1857), marié :
  - avec Eleonore Maximiliane Sandreczki de Sandraschütz (de) (née le 14 juin 1783 et morte le 30 mai 1812).
  - le 14 juin 1818 avec Luise Fredricke Johanne Henriette von Stechow (née le 17 juin 1797 et morte le 18 août 1846).
- Sophie Charlotte (morte en 1783)
- Friedrich Ernst Adolf Karl (né le 15 mars 1790 et mort le 15 décembre 1873), capitaine de cavalerie prussien à la retraite ainsi qu'écrivain, dramaturge pseudonyme de Felix Marius[3],[4].